# Fortaleza de Santa Cruz de Anhatomirim
A Fortaleza de Santa Cruz de Anhatomirim, ou simplesmente Fortaleza de Anhatomirim, ergue-se na ilha de Anhatomirim ("ilha pequena do  diabo" em língua tupi), na barra norte do canal da ilha de Santa Catarina, atual município de Governador Celso Ramos, no litoral do estado de Santa Catarina, no Brasil.

## História

### Antecedentes
Projetada e construída pelo brigadeiro José da Silva Paes, primeiro governador da Capitania de Santa Catarina, a Fortaleza de Anhatomirim foi o vértice inicial do triângulo defensivo da barra da baía norte da ilha, integrado pela Fortaleza de São José da Ponta Grossa e pela Fortaleza de Santo Antônio de Ratones, iniciadas em 1740. Esse sistema defensivo foi completado pela Fortaleza de Nossa Senhora da Conceição de Araçatuba, na barra da baía sul, iniciada em 1742. Juntas, tinham a função de proteger a ilha de Santa Catarina, consolidando a ocupação do sul do Brasil, e atuando como base estratégica para a manutenção do domínio português sobre a Colônia do Sacramento.

### A construção
Sob a invocação da Santa Cruz, a sua construção teve início em 1739, tendo sido concluída em 1744 (BOITEUX, 1912:208 apud CABRAL, 1972:12). O mesmo autor complementa que só foi artilhada após 1749 (op. cit., p. 12). No ano seguinte estava artilhada com 36 peças de diversos calibres, a saber: dezoito de 24, nove de 18, seis de 12, duas de 8, duas de 6, quatro de 4 e duas de 2 libras de bala (Doc. 15.206 do Núcleo Rio de Janeiro/inventariado. Arquivo Histórico Ultramarino, Lisboa. apud: PIAZZA, 1983:10).
Com planta de formato poligonal orgânico, os seus trabalhos empregaram a mão de obra de cento e cinquenta soldados, de cerca de duzentos escravos africanos, e de indígenas, utilizando a matéria-prima local e as técnicas construtivas tradicionais do período.
Por determinação do Marquês de Pombal (1750 — 1777), o governador e capitão-general da Capitania do Rio de Janeiro, Gomes Freire de Andrade (1733 — 1763), enviou, em 1760, o tenente-coronel José Custódio de Sá e Faria, do Real Corpo de Engenheiros, para fazer um levantamento das defesas da ilha de Santa Catarina, erguidas pelo brigadeiro José da Silva Pais. Como nas demais fortificações da região, este oficial procedeu-lhe pequenos reparos e reforço na artilharia, tendo recebido na ocasião "carretame, palamenta, pólvora, balas e petrechos para fazerem uma vigorosa defensa nos casos de surpresas ou ataques".

### A invasão espanhola de 1777

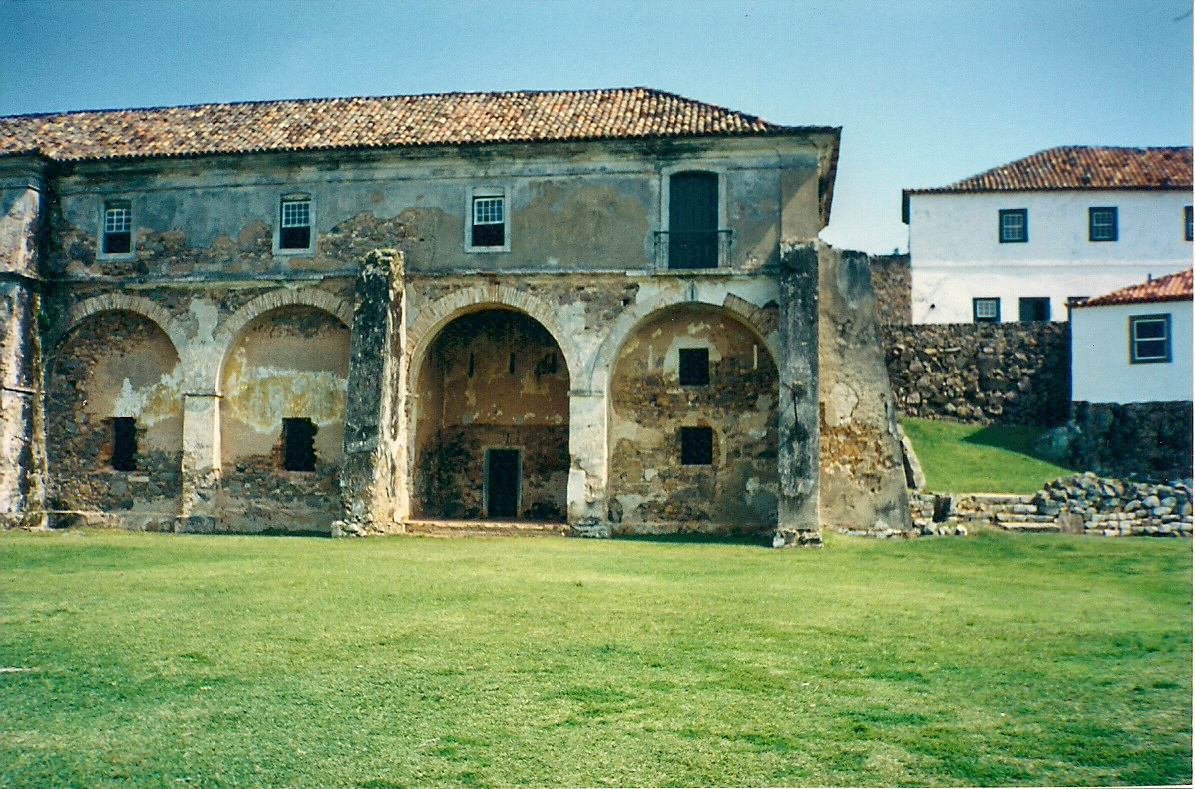
Fortaleza de Anhatomirim: Quartel da Tropa.

O brigadeiro Antônio Carlos Furtado de Mendonça, em sua defesa após a invasão espanhola de 1777, atribuiu-lhe cinquenta peças, quando a metrópole lhe supunha noventa. Tendo a barra norte sido abandonada pela esquadra sob o comando do almirante escocês Robert McDouall, esta fortaleza foi abandonada pelos seus defensores. Cercada por cinco navios espanhóis na tarde de 24 de fevereiro, que a intimaram à rendição, estava guarnecida por apenas dois soldados (Anais do Rio de Janeiro, vol. III, cap. 1. apud: SOUZA, 1885:123).
Com a assinatura do Tratado de Santo Ildefonso (1777), onde Portugal cedeu à Espanha a Colônia do Sacramento e o território das Missões, em troca da restituição da ilha de Santa Catarina, esta fortificação foi novamente guarnecida. Em 1785, o mapa da sua artilharia, remetido à Coroa, computava-lhe cinquenta e sete peças: trinta e oito de ferro (calibres 24, 18, 12, 8, 6, 4, 3 e 2) e dezenove de bronze (calibres 24, 12, 8 e 6 de bala) (Doc. 6.493, CEHB, Col. Martins, 12 p. Biblioteca Nacional, Rio de Janeiro. apud: PIAZZA, 1983:10). No levantamento do alferes José Correia Rangel (1786), importante material iconográfico que registra as modificações ocorridas no seu desenho, o mapa da artilharia aponta-lhe o mesmo número de peças, mas assim distribuídas: trinta e oito peças de ferro (onze de calibre 28, nove de 18, dez de 12, quatro de 8, uma de 6, uma de 4, uma de 3 e uma de 2), e dezenove de bronze (seis de calibre 28, cinco de 12, sete de 8 e uma de 6 de bala) (Códice "Defesa da Ilha de Santa Catarina", por José Corrêa Rangel (Bulhões), aquarelado, com tabelas. AHM, Lisboa. apud PIAZZA, 1983:10).
Entre as funções da fortificação, no período, encontrava-se a de controle do movimento de embarcações que adentrassem a Baía Norte. Ao identificar a aproximação de embarcações de bandeira estrangeira, o comandante da fortaleza ordenava o disparo de salvas de artilharia, sinalizando-se com bandeiras, saudando e comunicando aos capitães que deveriam aguardar autorização para fundear e proceder ao desembarque.

### O século XIX

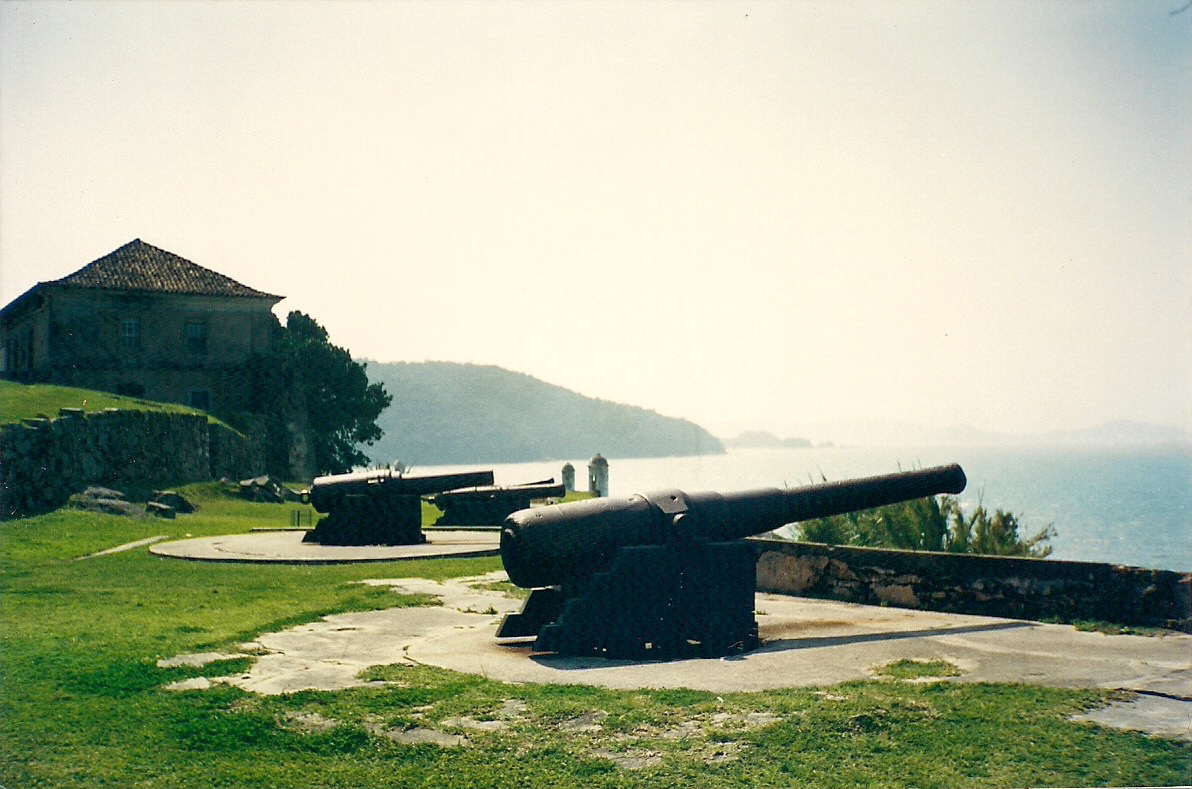
Fortaleza de Anhatomirim: aspecto da artilharia. Em primeiro plano uma interessante adaptação de peça colonial.

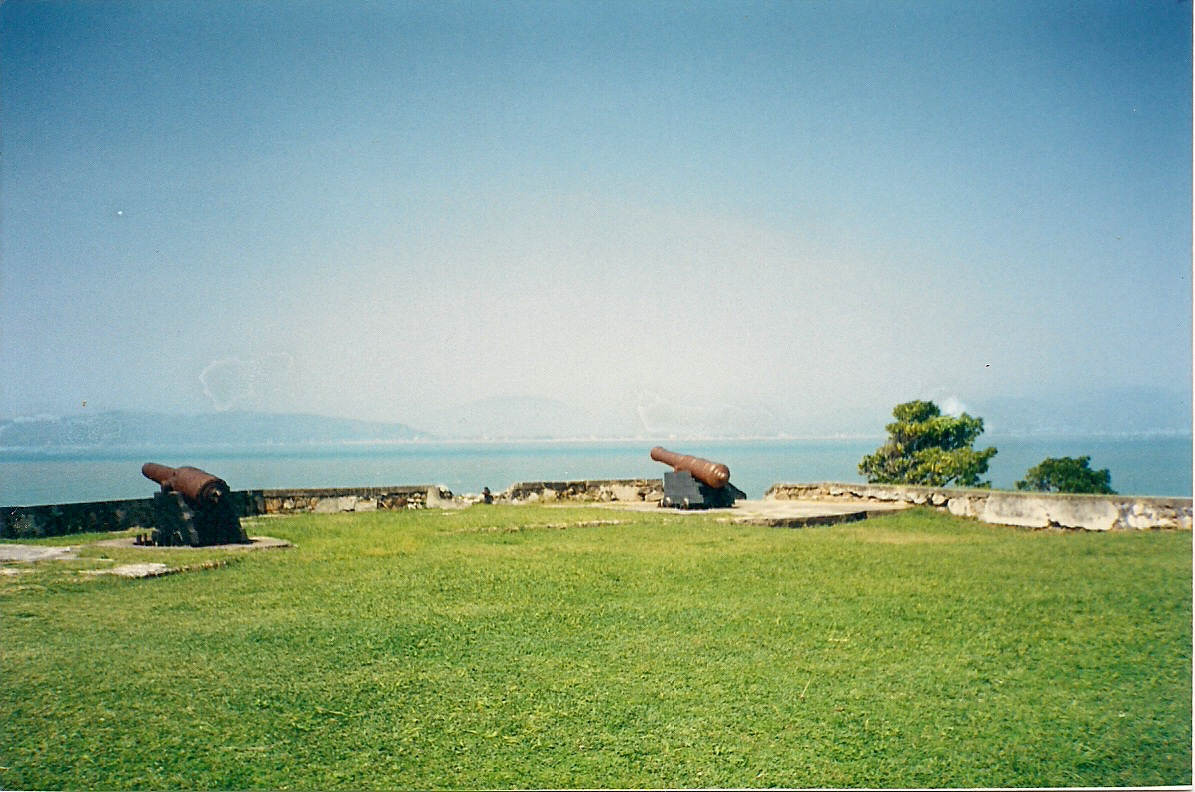
Fortaleza de Anhatomirim: aspecto de uma das baterias.

No século XIX, o viajante Adam Johann von Krusenstern (1803) observou-lhe apenas vinte peças, quase todas imprestáveis. No ano da Independência do Brasil (1822), a expedição francesa de Lesson contou-lhe trinta e duas, guarnecendo-lhe os parapeitos. Em 1850 havia quarenta e três, de diversos calibres (24, 18, 12, 9 e 3 libras de bala), montadas sobre reparos podres e sem condições de funcionar. Novas obras e reparos foram providenciados durante o Império brasileiro, em 1835, 1849 e 1851.
Classificada como de 2ª Classe pelo Aviso do Ministério da Guerra de 14 de fevereiro de 1857, no contexto da Questão Christie (1862 — 1865) o Relatório de Inspeção de 1863 considera-a em mau estado, tendo-lhe sido procedidos reparos. Na ocasião, a sua artilharia estava assim distribuída:
- 31 peças, das quais apenas 12 operacionais, em uma bateria jogando a lesnordeste;
- 6 peças em uma bateria jogando a sul;
- 6 peças em uma bateria no flanco esquerdo;
- 10 peças em uma falsa-braga, jogando a leste, norte e noroeste;
- 3 peças em um redente, à barbeta;
- 8 peças, em duas baterias semicirculares, jogando a sul e a sudoeste, defendendo o portão de acesso
- 64 peças, no total, das quais apenas 12 operacionais (SOUZA, 1885:123).

No contexto da Guerra do Paraguai (1865 — 1870) serviu como hospital de convalescença e como presídio militar.
Novos reparos foram efetuados em 1884, no montante de 1 700$000 réis, e em 1887, quando se despenderam 1 649$000 réis (GARRIDO, 1940:140). Neste período voltou a servir como prisão militar segundo alguns autores, ou quarentena, segundo outros. Serviu ainda como asilo de alienados, posto de registro e fiscalização das embarcações que chegavam à cidade, e como posto telegráfico.
Durante a Revolução Federalista (1892 — 1895) contra o governo do presidente da República, o marechal Floriano Peixoto (1891 — 1894), a fortaleza foi ocupada pelos rebeldes da Armada (1893 — 1894). Nas suas dependências foram montados, na ocasião, dois canhões raiados de calibre 70, para a defesa contra a esquadra legalista. Após o combate naval de abril de 1894, a revolta foi sufocada em Santa Catarina.
Na ocasião, a ilha tornou-se palco do Massacre da Ilha de Anhatomirim. Sob as ordens do interventor militar na Província, o coronel Antônio Moreira César, nas instalações de Anhatomirim foram detidos e fuzilados 185 presos políticos, entre os quais se destacaram, entre outros:
- o marechal Manuel de Almeida Lobo de Eça, barão de Batovi, ex-presidente da Província de Mato Grosso e herói da Guerra da Tríplice Aliança (por ter assinado a capitulação do Desterro às forças rebeldes);
- o capitão de mar-e-guerra Frederico Guilherme de Lorena, ex-chefe do Governo Provisório revolucionário em Santa Catarina;
- Elesbão Pinto da Luz, político catarinense adversário de Hercílio Luz que participou da liderança da revolta no estado;
- Francisco Antônio Vieira Caldas, magistrado e chefe de polícia do governo rebelde, pai de Caldas Júnior, jornalista fundador do Correio do Povo, e de Orlando Wanderley Caldas, criador do método Wanderley de ensino, falecido em Minas Gerais.[2]
- três engenheiros metalúrgicos franceses que procederam reparos nos navios revoltosos (Edmond Buette, Charles Müller, e Monsieur Etienne) (GARRIDO, 1940:140-141).

O mesmo autor refere que, no ano 1905, despenderam-se 10 000$000 em reparos (op. cit., p. 141).
Neste último quartel do século XIX, a Fortaleza de Anhatomirim atendia à vigilância sanitária, não só controlando o tráfico de embarcações, mas servindo também como quarentena aos doentes. As instruções quanto à inspeção de saúde eram rígidas, e os portos de Laguna, Itajaí e São Francisco do Sul, além do de Desterro, estavam impedidos de receber embarcações procedentes de portos infestados de febre amarela ou qualquer outro tipo de epidemia, fazendo-os ir fundear defronte à Fortaleza de Anhatomirim, onde eram desembarcados cargas, passageiros e bagagens.
Defronte da Fortaleza fundeavam ainda as embarcações da frota, vindas do Rio de Janeiro no Verão, a fim de fugirem às epidemias que recrudesciam na capital naquela época do ano, aproveitando para fazer exercícios navais. Os militares dispunham do Hospital ou Enfermaria Militar e tinham um contingente específico da área da saúde, o chamado Corpo de Enfermeiros.

### O século XX
Pelo Aviso do Ministério da Guerra de 13 de Fevereiro de 1907, o conjunto passou a pertencer ao Ministério da Marinha, que o guarneceu com fuzileiros navais, sob o comando do capitão-tenente Honório Delamare Koeller. Em fins de 1910, passou a ser comandada pelo então capitão-tenente Arnaldo de Siqueira Pinto da Luz, futuro almirante e Ministro da Marinha (GARRIDO, 1940:141). Ainda nesse ano iniciou-se a modernização de sua artilharia, substituída por canhões de 152 mm, 72 mm e 47 mm (Caldas, 1992).
À época da Primeira Guerra Mundial (1914-18) passou a ser guarnecida por contingentes de Marinheiros Nacionais (1916-1926), tendo recebido parte da artilharia do Cruzador Tamandaré, desativado em 1915: quatro canhões de 152 mm, dois de 72 mm e quatro de 47 mm. Recebeu ainda uma Estação Radiotelegráfica, alimentada por um Gerador Elétrico instalado em edificação própria (1917) (GARRIDO, 1940:141). Foi novamente utilizada como prisão política no desfecho da Revolução Constitucionalista de 1932. No ano seguinte voltou a ser guarnecida por uma Companhia de Fuzileiros Navais, sob o comando do 1º Tenente Matias Leite Torres, sucedido pelo Capitão-tenente José da Silva Pontes Lins (jan/1935-abr/1936) (GARRIDO, 1940:141).
Desarmada e desativada em 1937, no ano seguinte apresentando vários edifícios arruinados e outros bastantes descaracterizados, o conjunto foi tombado como "Monumento Histórico Nacional", pelo então recém-criado Serviço do Patrimônio Histórico e Artístico Nacional - atual IPHAN.
No contexto da Segunda Guerra Mundial (1939-1945), foi reocupada militarmente, recebendo armamento, para ser novamente desativada ao final do conflito de vez que as novas tecnologias tornaram-na definitivamente obsoleta como unidade militar. Face à existência de um farolete de sinalização marítima na ilha, a Marinha manteve vigilância no local até à década de 1960, a partir de quando as instalações da fortaleza foram definitivamente abandonadas, passando a ser depredadas pelas populações vizinhas.

### Os trabalhos de recuperação e requalificação

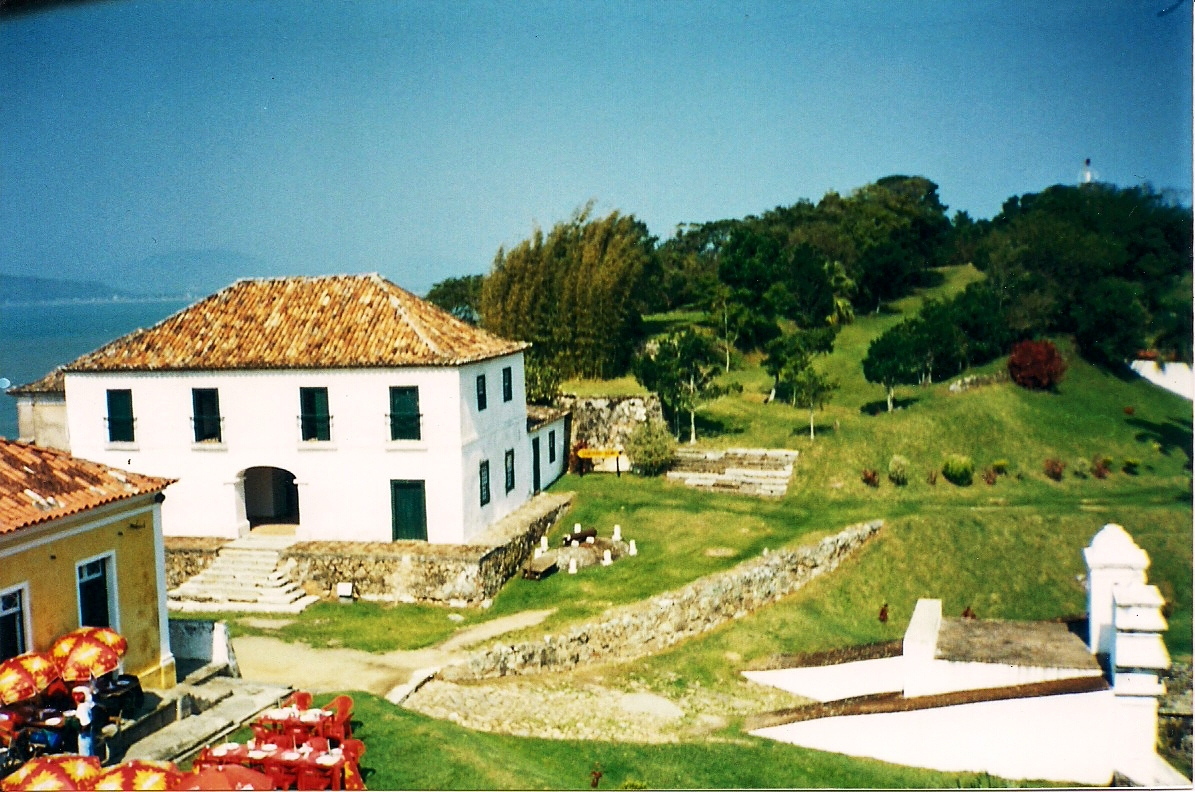
Fortaleza de Anhatomirim: Quartel do Comandante.

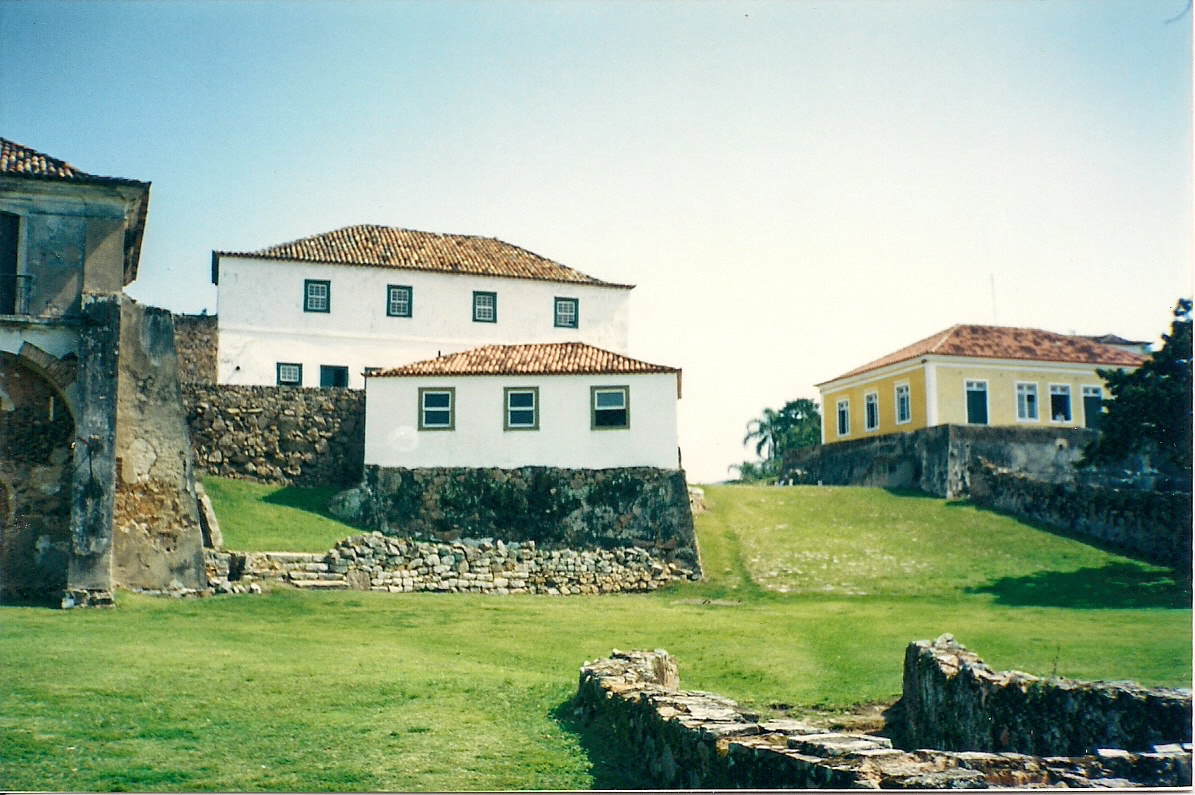
Fortaleza de Anhatomirim: Casa da Farinha.

Somente no início da década de 1970, alguns edifícios da fortaleza sofreram as primeiras intervenções do Patrimônio Histórico e Artístico Nacional, dando sequência ao processo de redescoberta das fortificações militares catarinenses, iniciado com a recuperação pioneira do Forte de Santana. Sob a supervisão do arquiteto Cyro I. Correia de O. Lyra foi realizada ampla pesquisa de campo e levantamento documental, que se traduziram, em 1973, pelo início dos trabalhos de restauração, após a limpeza da vegetação que recobria as ruínas.
A partir de 1979, os trabalhos se intensificaram, graças a um convênio assinado entre a Universidade Federal de Santa Catarina, o Ministério da Marinha, e a Subsecretaria do Patrimônio Histórico e Artístico Nacional, com o objetivo de restauração do patrimônio e sua utilização como Centro de Pesquisa das Ciências do Mar. Por ele a UFSC assumiu a guarda e tutela da ilha de Anhatomirim e seu conjunto de edificações, acelerando os trabalhos de restauração das ruínas históricas, promovendo estudos de infraestrutura e logística para a ilha, e instalando os equipamentos necessários ao desenvolvimento de projetos de interesse cultural e científico, programas de extensão, especialmente turismo educativo.
Com isso tornou-se possível, a partir de 1984, a abertura do conjunto da ilha à visitação pública, estando totalmente recuperados o antigo Armazém da Pólvora (abrigando a Memória da Restauração), o Pórtico, o Quartel do Comandante, o Paiol de Pólvora (abrigando o aquário), o Quartel da Tropa, as muralhas, as guaritas, e gramadas as áreas do terrapleno e adjacências, além de ter sido construído um novo cais, em taboado. Finalmente, entre 1988 e 1990, no âmbito do projeto "Fortalezas da Ilha de Santa Catarina - 250 anos na História Brasileira", a Fortaleza de Anhatomirim teve os seus últimos edifícios restaurados. Após pouco mais de duas décadas de trabalhos de limpeza e manutenção, pesquisas, consolidação, restauro e revitalização, a UFSC (que também gerencia a Fortaleza de Ratones, a da Ponta Grossa com a Bateria de São Caetano, e a de Araçatuba), desenvolve atualmente na Ilha de Anhatomirim atividades de cultura, pesquisa e extensão, e turismo cultural para um público superior a 133 mil visitantes anuais.

## Características

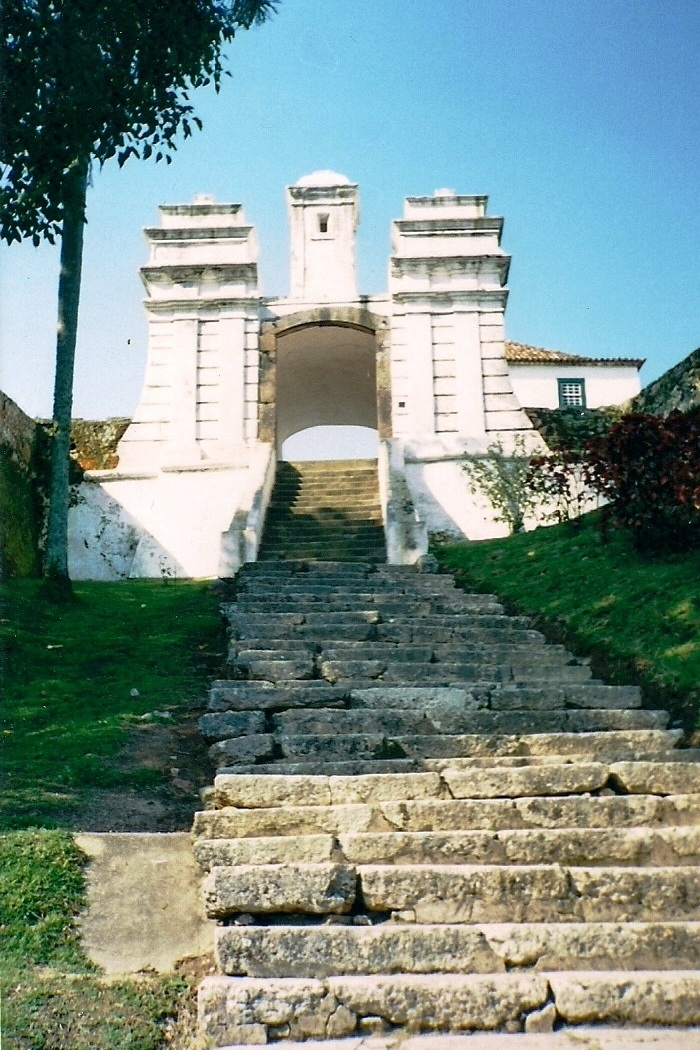
Fortaleza de Anhatomirim: Portão de Armas.

Maior e mais monumental complexo da arquitetura colonial portuguesa existente no sul do país, o conjunto ocupa uma área de 2.678m², integrado pelas seguintes estruturas:
- Entrada - conjunto de escadaria de acesso e de um pórtico monumental em estilo oriental, ladeado por duas cortinas de muralhas;
- Quartel do Comandante - erguido ao centro da Ilha;
- Quartel da Tropa - erguido sobre o terrapleno, voltado para o oceano Atlântico;
- Armazém da Pólvora - construído sobre uma elevação, afastado do conjunto principal;
- Paiol de Farinha - erguido entre o Quartel da Tropa e o do Comandante;
- Casa da Palamenta - destinada à guarda de armamento, restam apenas trechos dos seus alicerces;
- Rampa - passagem subterrânea que liga o terrapleno do Quartel da Tropa à Bateria Norte ("falsa braga d'água"), sob as canhoneiras da bateria no terrapleno.

As construções obedecem a diferentes orientações arquitetônicas, integrando diferentes estilos, mesmo tendo sido erguidas num mesmo período, o meado do século XVIII. Ao final do século XIX, alguns de seus edifícios já haviam desaparecido e outros haviam sido construídos, como o novo Paiol e a nova Casa do Comandante.

## Visitas
As visitas à fortaleza são diárias, pelo serviço de escunas que partem da praia de Canasvieiras, das proximidades da Ponte Hercílio Luz ou da Av. Beira-Mar Norte, em Florianópolis. Também é possível fretar uma pequena embarcação a partir das dezenas de praias da região.